# Prémio Satellite de melhor atriz em série de drama
O Prémio Satellite de melhor atriz em série de drama é um prêmio entregue anualmente, desde 1996, para atrizes que trabalham em série do gênero Drama.

## Vencedoras e Indicadas

### 1990s
| Ano  | Vencedora e Indicados | Serie                             | Personagem                  |
| ---- | --------------------- | --------------------------------- | --------------------------- |
| 1996 | Christine Lahti       | Chicago Hope                      | Kathryn Austin              |
| 1996 | Gillian Anderson      | The X-Files                       | Dana Scully                 |
| 1996 | Kim Delaney           | NYPD Blue                         | Diane Russell               |
| 1996 | Julianna Margulies    | ER                                | Carol Hathaway              |
| 1996 | Kimberly Williams     | Relativity                        | Isabel Lukens               |
| 1997 | Kate Mulgrew          | Star Trek: Voyager                | Kathryn Janeway             |
| 1997 | Gillian Anderson      | The X-Files                       | Dana Scully                 |
| 1997 | Kim Delaney           | NYPD Blue                         | Diane Russell               |
| 1997 | Julianna Margulies    | ER                                | Carol Hathaway              |
| 1997 | Ally Walker           | Profiler                          | Samantha "Sam" Waters       |
| 1998 | Jeri Ryan             | Star Trek: Voyager                | Annika Hansen/Seven of Nine |
| 1998 | Gillian Anderson      | The X-Files                       | Dana Scully                 |
| 1998 | Sharon Lawrence       | NYPD Blue                         | Sylvia Costas               |
| 1998 | Rita Moreno           | Oz                                | Peter Marie Reimondo        |
| 1998 | Andrea Parker         | The Pretender                     | Catherine Elaine Parker     |
| 1999 | Camryn Manheim        | The Practice                      | Ellenor Frutt               |
| 1999 | Lorraine Bracco       | The Sopranos                      | Jennifer Melfi              |
| 1999 | Edie Falco            | The Sopranos                      | Carmela Soprano             |
| 1999 | Mariska Hargitay      | Law & Order: Special Victims Unit | Olivia Benson               |
| 1999 | Kelli Williams        | The Practice                      | Lindsay Dole                |

### 2000s
| Ano  | Vencedora e Indicados | Serie                              | Personagem                 |
| ---- | --------------------- | ---------------------------------- | -------------------------- |
| 2000 | Allison Janney        | The West Wing                      | C.J. Cregg                 |
| 2000 | Gillian Anderson      | The X-Files                        | [Dana Scully               |
| 2000 | Tyne Daly             | Judging Amy                        | Maxine McCarty Gray        |
| 2000 | Edie Falco            | The Sopranos                       | Carmela Soprano            |
| 2000 | Sela Ward             | Once and Again                     | Elizabeth Manning          |
| 2001 | Edie Falco            | The Sopranos                       | Carmela Soprano            |
| 2001 | Amy Brenneman         | Judging Amy                        | Amy Madison Gray           |
| 2001 | Kim Delaney           | Philly                             | Kathleen Maguire           |
| 2001 | Marg Helgenberger     | CSI: Crime Scene Investigation     | Catherine Willows          |
| 2001 | Sela Ward             | Once and Again                     | Elizabeth Manning          |
| 2002 | CCH Pounder           | The Shield                         | Claudette Wyms             |
| 2002 | Jennifer Garner       | Alias                              | Sydney Bristow             |
| 2002 | Sarah Michelle Gellar | Buffy the Vampire Slayer           | Buffy Summers              |
| 2002 | Allison Janney        | The West Wing                      | C.J. Cregg                 |
| 2002 | Maura Tierney         | ER                                 | Abby Lockhart              |
| 2003 | CCH Pounder           | The Shield                         | Claudette Wyms             |
| 2003 | Jennifer Garner       | Alias                              | Sydney Bristow             |
| 2003 | Amy Madigan           | Carnivàle                          | Iris Crowe                 |
| 2003 | Ellen Muth            | Dead Like Me                       | Georgia "George" Lass      |
| 2003 | Joely Richardson      | Nip/Tuck                           | Julia McNamara             |
| 2003 | Amber Tamblyn         | Joan of Arcadia                    | Joan Girardi               |
| 2004 | Laurel Holloman       | The L Word                         | Tina Kennard               |
| 2004 | Jennifer Garner       | Alias                              | Sydney Bristow             |
| 2004 | Evangeline Lilly      | Lost                               | Kate Austen                |
| 2004 | Joely Richardson      | Nip/Tuck                           | Julia McNamara             |
| 2004 | Amber Tamblyn         | Joan of Arcadia                    | Joan Girardi               |
| 2005 | Kyra Sedgwick         | The Closer                         | Brenda Leigh Johnson       |
| 2005 | Patricia Arquette     | Medium                             | Allison DuBois             |
| 2005 | Jennifer Beals        | The L Word                         | Bette Porter               |
| 2005 | Kristen Bell          | Veronica Mars                      | Veronica Mars              |
| 2005 | Geena Davis           | Commander in Chief                 | Mackenzie Allen            |
| 2005 | Joely Richardson      | Nip/Tuck                           | Julia McNamara             |
| 2006 | Kyra Sedgwick         | The Closer                         | Brenda Leigh Johnson       |
| 2006 | Kristen Bell          | Veronica Mars                      | Veronica Mars              |
| 2006 | Emily Deschanel       | Bones                              | Temperance "Bones" Brennan |
| 2006 | Sarah Paulson         | Studio 60 on the Sunset Strip      | Harriet Hayes              |
| 2006 | Amanda Peet           | Studio 60 on the Sunset Strip      | Jordan McDeere             |
| 2006 | Jeanne Tripplehorn    | Big Love                           | Barbara Henrickson         |
| 2007 | Ellen Pompeo          | Grey's Anatomy                     | Meredith Grey              |
| 2007 | Glenn Close           | Damages                            | Patricia "Patty" Hewes     |
| 2007 | Minnie Driver         | The Riches                         | Dahlia Malloy              |
| 2007 | Sally Field           | Brothers & Sisters                 | Nora Walker                |
| 2007 | Kyra Sedgwick         | The Closer                         | Brenda Leigh Johnson       |
| 2007 | Jeanne Tripplehorn    | Big Love                           | Barbara Henrickson         |
| 2008 | Anna Paquin           | True Blood                         | Sookie Stackhouse          |
| 2008 | Glenn Close           | Damages                            | Patricia "Patty" Hewes     |
| 2008 | Kathryn Erbe          | Law & Order: Criminal Intent       | Alexandra Eames            |
| 2008 | Holly Hunter          | Saving Grace                       | Grace Hanadarko            |
| 2008 | Sally Field           | Brothers & Sisters                 | Nora Walker                |
| 2008 | Kyra Sedgwick         | The Closer                         | Brenda Leigh Johnson       |
| 2009 | Glenn Close           | Damages                            | Patricia "Patty" Hewes     |
| 2009 | Stana Katic           | Castle                             | Kate Beckett               |
| 2009 | Julianna Margulies    | The Good Wife                      | Alicia Florrick            |
| 2009 | Elisabeth Moss        | Mad Men                            | Peggy Olson                |
| 2009 | Jill Scott            | The No. 1 Ladies' Detective Agency | Precious Ramotswe          |

### Anos 2010
| Ano  | Vencedora e Indicados | Serie                 | Personagem                     |
| ---- | --------------------- | --------------------- | ------------------------------ |
| 2010 | Connie Britton        | Friday Night Lights   | Tami Taylor                    |
| 2010 | January Jones         | Mad Men               | Betty Draper                   |
| 2010 | Julianna Margulies    | The Good Wife         | Alicia Florrick                |
| 2010 | Anna Paquin           | True Blood            | Sookie Stackhouse              |
| 2010 | Katey Sagal           | Sons of Anarchy       | Gemma Teller Morrow            |
| 2011 | Claire Danes          | Homeland              | Carrie Mathison                |
| 2011 | Connie Britton        | Friday Night Lights   | Tami Taylor                    |
| 2011 | Mireille Enos         | The Killing           | Sarah Linden                   |
| 2011 | Julianna Margulies    | The Good Wife         | Alicia Florrick                |
| 2011 | Katey Sagal           | Sons of Anarchy       | Gemma Teller Morrow            |
| 2011 | Eve Myles             | Torchwood             | Gwen Cooper                    |
| 2012 | Claire Danes          | Homeland              | Carrie Mathison                |
| 2012 | Connie Britton        | Nashville             | Rayna Jaymes                   |
| 2012 | Michelle Dockery      | Downton Abbey         | Lady Mary Crawley              |
| 2012 | Julianna Margulies    | The Good Wife         | Alicia Florrick                |
| 2012 | Hayden Panettiere     | Nashville             | Juliette Barnes                |
| 2012 | Chloë Sevigny         | Hit & Miss            | Mia                            |
| 2013 | Robin Wright          | House of Cards        | Claire Underwood               |
| 2013 | Lizzy Caplan          | Masters of Sex        | Virginia E. Johnson            |
| 2013 | Olivia Colman         | Broadchurch           | Detetive Sargento Ellie Miller |
| 2013 | Vera Farmiga          | Bates Motel           | Norma Louise Bates             |
| 2013 | Tatiana Maslany       | Orphan Black          | Vários Personagens             |
| 2013 | Anne Reid             | Last Tango in Halifax | Celia Dawson                   |
| 2013 | Keri Russell          | The Americans         | Elizabeth Jennings / Nadezhda  |
| 2013 | Abigail Spencer       | Rectify               | Samantha Holden                |
| 2014 | Keri Russell          | The Americans         | Elizabeth Jennings (Nadezhda)  |
| 2014 | Gillian Anderson      | The Fall              | Stella Gibson                  |
| 2014 | Lizzy Caplan          | Masters of Sex        | Virginia E. Johnson            |
| 2014 | Eva Green             | Penny Dreadful        | Vanessa Ives                   |
| 2014 | Tatiana Maslany       | Orphan Black          | várias personagens             |
| 2014 | Julianna Margulies    | The Good Wife         | Alicia Florrick                |
| 2014 | Ruth Wilson           | The Affair            | Alison Bailey                  |
| 2014 | Robin Wright          | House of Cards        | Claire Underwood               |